# 카스틸리오네델레스티비에레
카스틸리오네델레스티비에레(Castiglione delle Stiviere, 상부 만토바노: Castiù)는 이탈리아 롬바르디아주 만토바도에 있는 도시이자 코무네로, 도로를 통해 만토바에서 북서쪽으로 30 킬로미터 (19 마일) 떨어져 있다.

## 역사
이 도시의 성은 카스틸리오네 후작이 이끄는 곤차가가의 방계 지파의 거주지였다. 성 알로이시오 곤자가(1568년–1591년)는 후작령의 상속자로 이곳에서 태어났지만, 예수회원이 되었다. 그는 로마에서 페스트 희생자들을 돌보다 사망하여 그곳에 묻혔지만, 그의 머리는 나중에 그의 이름이 붙은 카스틸리오네의 바실리카로 옮겨졌다.
스페인 왕위 계승 전쟁 동안, 방돔 공작이 이끄는 프랑스군은 이 도시를 점령했다. 1706년, 제1차 카스틸리오네 전투에서 자크 엘레오노르 루셀 드 그랑세가 이끄는 프랑스군은 헤세 카셀 방백 프리드리히 1세가 이끄는 헤센군을 이곳에서 격파했다.
1796년 만토바 공방전 중, 다그베르트 지그문트 폰 부름저가 이끄는 오스트리아군은 오주로 장군이 이끄는 프랑스 혁명군에 의해 제2차 카스틸리오네 전투에서 패배했다. 오주로는 훗날 프랑스 육군원수가 되었고, 1808년 나폴레옹 1세 황제에 의해 카스틸리오네 공작 작위를 받았는데, 이는 1915년에 소멸된 세습 승리 칭호였다(따라서 실제로 그에 딸린 영토 공국은 없었다).
카스틸리오네는 2001년 10월 18일 대통령령으로 도시 명예 칭호를 받았다.

## 주요 명소
이곳에는 오래된 성이 있는데, 특히 16세기에 만토바의 곤차가가에 의해 많이 개조되고 복원되었다.
도메니카 칼루비나 분수는 도시 중심부 달라 광장에 있는 작은 육각형 분수이다.
카스틸리오네는 1859년 솔페리노 전투 이후 앙리 뒤낭에 의해 설립된 국제 적십자의 발상지이다. 도시 중심부에는 국제 적십자사에 헌정된 박물관이 있다.

## 국제 관계
카스틸리오네 델레 스티비에레는 다음과 자매결연을 맺었다:
- 프랑스 바랑탱
- 독일 로이트키르히 임 알가우, 1995년부터
- 이탈리아 몬테프란도네